# Škorpioni (paravojna postrojba)
Škorpioni su bili posebna srbijanska vojna postrojba, koja se novačila uglavnom od Srba iz Hrvatske. Osnovana za vrijeme agresije na Hrvatsku 1991. godine. Za to je vrijeme počinila mnoge ratne zločine, a 2005. godine osudio ju je Haaški tribunal. Postrojba je bila pod zapovjedništvom Slobodana Medića (zv. Boca).

## Djelovanje
Škorpione je za vrijeme agresije na Hrvatsku osnovala Državna bezbednost Srbije za vrijeme dok joj je načelnik bio Jovica Stanišić. Pogrešno je mišljenje da su Škorpioni paravojna postrojba, jer ju je osnovala državna institucija uz privolu državnog vrha. Osnovana je samo za ubijanje, a za to su njezini pripadnici dobivali plaću od 1500 do 2000 maraka mjesečno. Franko Simatović iz Državne bezbednosti bio je izravno zadužen za te specijalne jedinice, te je vodio njihovo angažiranje u pojedinim akcijama u Hrvatskoj i BiH.
Nastala je iz Arkanove Srpske dobrovoljačke garde: naime, kasnijim reorganizacijskim promjenama iz "Arkanovih tigrova" stvara se jedinica Škorpioni, kojoj je povjereno osiguranje naftnih polja u Đeletovcima, kao posebni interes "Naftne industrije Krajine". I ta formacija se istakla po zvjerstvima i pljački, posebice kada su u pitanju ubojstva u Trnovu (BiH) gdje se ističu Petrašević, Medići i Davidović, te kasnije po ubojstvima na području Kosova. Pljačke hrastovih šuma i naftnih polja bile su poseban interes i zbog izvora financiranja u periodu kada se Arkan posvetio privatnom biznisu (nešto finijem kriminalu) i političkom djelovanju na području Srbije i područja pod nadzorom pobunjenih hrvatskih Srba.[nedostaje izvor]
Pripadnici Škorpiona obučavani su u vojnim objektima u Srbiji, i to na Tari, u Bubanj Potoku, u Kuli i na Goču, a zatim su upućivani u Hrvatsku i BiH.
Djelovali su na osiguranju naftnih polja u Đeletovcima. Svjetsku pozornost dobili su nakon otkrića snimke likvidacija šestorice zarobljenih Srebreničana kod Trnova. Suđenje za zločin kod Trnova bilo je prvo suđenje vezano za Srebrenicu u Srbiji. Četiri godine poslije masakra u Trnovu, Škorpioni su djelovali na Kosovu. Počinili su zločin u Podujevu u ožujku 1999. godine kad su likvidirali 14 albanskih žena i djece. Za taj zločin četvorica Škorpiona osuđeni su lipnja 2009. godine u Beogradu na ukupno 75 godina zatvora.

## Optužba
Na osnovi videosnimke objavljene 2005. godine koju je snimio pripadnik Škorpiona, Međunarodni kazneni sud za bivšu Jugoslaviju podnio je tužbu za ratne zločine. Na snimci je prikazano strijeljanje srebreničkih civila kod Trnova oko 16. srpnja 1995. godine, u Bosni i Hercegovini, za vrijeme rata u Bosni i Hercegovini. Pomoć u otkrivanju ovog zločina, potpomogla je navodno srpska aktivistica za ljudska prava Nataša Kandić. Video je postao glavni dokaz u procesu Bosne i Hercegovine, kojim se dokazuje sudjelovanje međunarodnih (srbijanskih) paravojnih formacija u sukobu u Bosni i Hercegovini, te o ratu u Bosni i Hercegovini kao međudržavnom sukobu. Istragom je dokazana umiješanost vojnih struktura Republike Srbije i Crne Gore u ratu u Bosni i Hercegovini. Pri tome je dodano, premda za optužnicu irelevantna činjenica, da su srbijanske vlasti mogle spriječiti genocid u Srebrenici.
Škorpioni su sudjelovali i u ratnim zbivanjima na Kosovu 1999. godine
Bošnjački izvori tvrde da postoje dokazi da su 'Škorpioni' bili dio MUP-a Srbije, komentirajući to što su "oslobođeni 'Škorpioni' koji su simbol miješanja Srbije u agresiju na BiH", "(...) jer je potvrđeno da su bivši šefovi Državne bezbednosti Srbije Jovica Stanišić i Franko Simatović osnovali tu istu jedinicu". Stanišića i Simatovića Haaški je tribunal svibnja 2013. godine oslobodio između ostalog, odgovornosti za djelovanje jedinica koje su sijale smrt po Bosni i Hercegovini i Hrvatskoj. Haško tužiteljstvo najavilo je žalbu protiv te prvostupanjske presude.

## Vanjske poveznice
- Sabina Čabaravdić, Srbijanske paravojne formacije u posljednjim ratovima, slobodnaevropa.org, 11. travnja 2010. (srp.)
- (nz), Verhaftungen nach Video über Srebrenica-Massaker netzeitung.de, 3. lipnja 2005. (u međumrežnoj pismohrani archive.org 29. rujna 2007.) (njem.)
- Škorpioni, helsinki.org.rs, (srp.)